# Ski Aggu
Ski Aggu (настоящее имя — Дидерих, Август Жан
) — немецкий рэпер, родился 3 ноября 1997 года в Берлине — Вильмерсдорфе.

## Карьера и достижения
Ski Aggu начал привлекать внимание после выпуска своего первого сингла «Weißwein & Pappbecher» в 2020 году, в период пандемии COVID-19. С тех пор он регулярно выпускает новые треки, и его песня «Super Wavy», записанная в сотрудничестве с YFG Pave, стала его самой популярной песней на Spotify до выхода «Party Sahne» в 2022 году.
Он также выступал на различных мероприятиях и фестивалях в немецкоязычных странах, таких как Фестиваль Героев в Гейзелвинде и Фестиваль в баре у бассейна или Frequency. В 2022 году он выпустил трек «Hubba Bubba», сотрудничая с берлинским музыкальным продюсером Southstar.
Прорывом для Ski Aggu стала песня «Party Sahne», в которой его можно услышать вместе с двумя продюсерами Endzone и Ericson. мелодия которой используется в песне Jerk It Out шведской группы Caesars, достигла 32 строчки в немецком чарте синглов выпущенная в октябре 2022 года. Ski Aggu отыграл свой первый тур Aprés Ski во многих крупных городах немецкоязычного мира
2 декабря 2022 года Ski Aggu выпустили свой дебютный альбом 2022 (war Film gewesen), в который вошли четыре новые песни. Янник Гельц из Laut.de написал, что Ski Aggu прекрасно улавливает настроение и знает, что ему не нужно описывать действие своей музыки. Хотя некоторые песни казались отрывочными, в целом, по его словам, «в музыкальном плане слишком много хорошего», что в 2022 году (war Film gewesen) «не стоит рассматривать как довольно интересное заявление». Рецензент поставил ему четыре звезды из пяти.

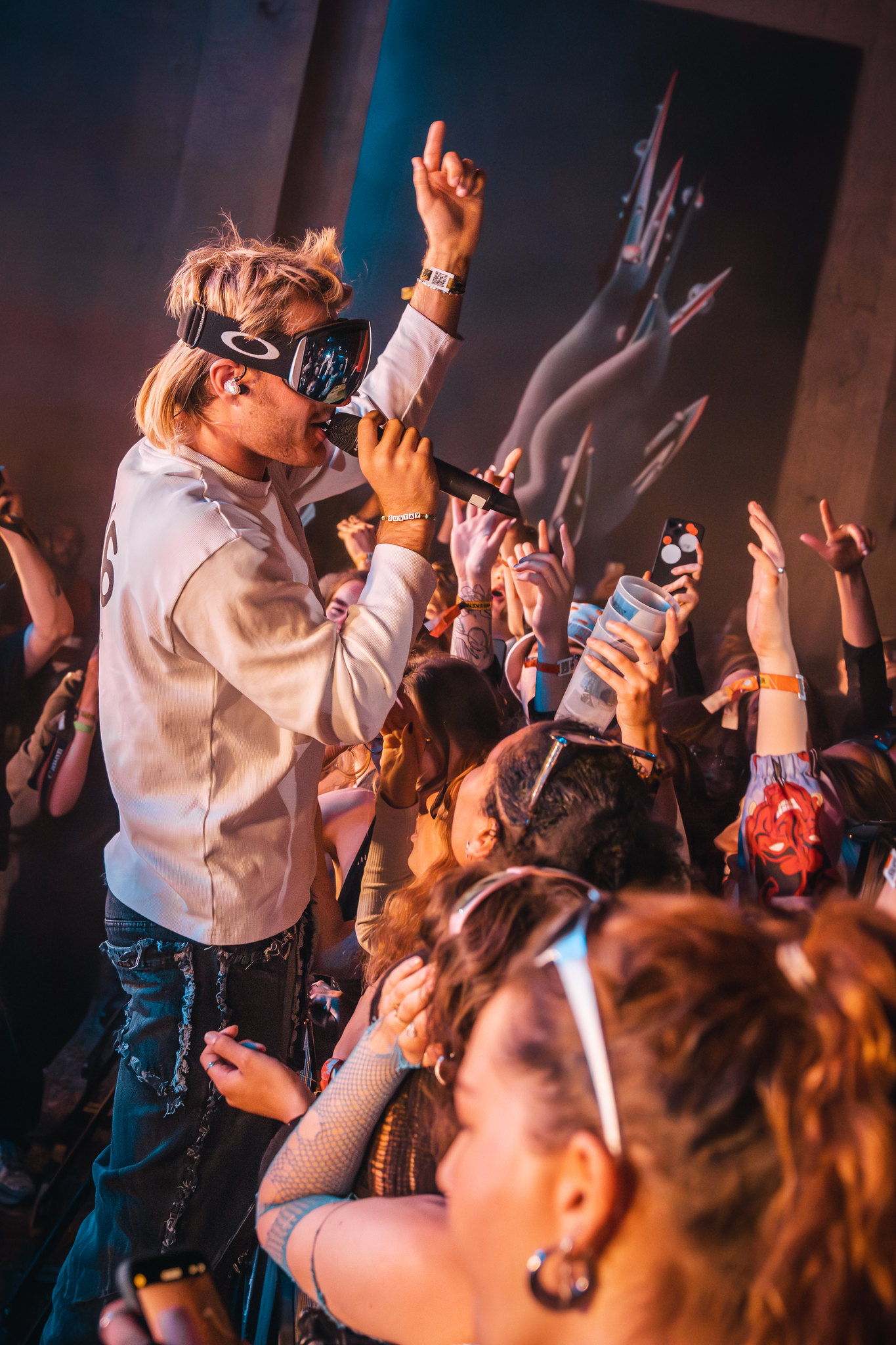
Ski Aggu на концерте (2023)

В мае 2023 года сингл «Friesenjung», записанный совместно с голландским рэпером Joost Klein и комиком Otto Waalkes, стал хитом номер один в Германии и Австрии. Это был первый хит номер один в карьере всех трех артистов.
12 октября 2023 года вышел его второй альбом «Denk mal drüber nach…» — (Подумай об этом …), через Universal Music Group, который занял 1-е место в немецких альбомных чартах. В октябре 2023 года также начался его тур под названием «Wahlkampftour» — (Предвыборный тур 2023 года), который предусматривает выступления в Германию и Австрию. По его словам, его цель — выдвинуться в канцлеры на федеральных выборах 2025 года. Газета Daily Mirror прокомментировала это так: «Не все, что рассказывает Вильмерсдорфер, можно принять за чистую монету», ссылаясь на его предполагаемый 18-летний возраст, несмотря на упоминание в его текстах об учёбе.

## Стиль и влияние
Характерной чертой Ski Aggu является его образ, включающий ношение лыжных очков и прическу Vokuhila. В 2022 году Daily Mirror описала «места проведения вечеринок в Западном Берлине», а также игру слов между юмором и «социально-критическими снимками» как определяющие лирику Ski Aggu. В интервью он высказался в пользу «более социального капитализма». Согласно новостному порталу Watson, Ski Aggu — «делает ставку на многословие и ностальгию по 2000-м годам». В интервью газете Daily Mirror, Ski Aggu заявил, что не умеет петь, из-за чего хотел выделиться «крутыми кульминационными моментами».
Он продвигает себя и свою музыку, прежде всего, через социальные сети Instagram и TikTok. Там он представляет себя мелким хулиганом.Иоганн Фойгт из Die Zeit описывает его как «представителя постпандемического гедонизма, который проявляется в клубах, на мероприятиях под открытым небом и в Интернете», а его музыкальный стиль описывает как «образец бесстрастия и броскости, танцевальных ритмов, запоминающихся лозунгов и историй о вечеринках».

## Награды
- 1 Live Krone (2023) ― в категории «Лучшая песня» (Friesenjung)[14], «Лучшая хип-хоп / R&B песня» (Anders)[14], «Лучший новичок».
- Hiphop.de Awards[14] (2023) — в категории «Лучший рэп-сольный исполнитель на национальном уровне»[15], «Лучшая линия» für «Der Bass scheppert böse, ich penn’ nicht, / Scheppert wie Hirte auf Englisch»[15].

## Личная жизнь
Его дедушка политик СДПГ и политолог — Нильс Дидерих. С момента выпуска музыки на SoundCloud в 2018 году, Ski Aggu привлекает внимание своим уникальным стилем и тематикой. По его словам он встречается с немецкой исполнительницей Ikkimel.